# Рамбан (округ)
Рамбан (англ. Ramban) — округ в индийской союзной территории Джамму и Кашмир, в регионе Джамму. Административный центр — город Рамбан. По данным всеиндийской переписи 2001 года население округа составляло 215 000 человек.

## Административное деление
Округ состоит из 4 блоков: Рамбан, Банихал, Гул и Рамсу. В каждом блоке панчаяты.

## Политика
Два окружных собрания: Банихал и Рамбан.